# After All (David Bowie)
After All è un brano musicale scritto dall'artista inglese David Bowie, quarta traccia dell'album The Man Who Sold the World del 1970.
Definita dal biografo David Buckley "la gemma nascosta dell'album", After All è stata citata come influenza significativa da band come Siouxsie and the Banshees, The Cure e Bauhaus.

## Il brano
Piuttosto distante dai suoni hard rock del resto dell'album, After All è un malinconico valzer che evoca un'atmosfera gotica e con un testo che esplora i consueti territori della prima produzione dell'artista inglese, paranoia, isolamento e repressione suburbana. La visione dell'infanzia e gli echi dell'innocenza già presenti in There Is a Happy Land, una delle canzoni del primo album di Bowie, in questo caso sono dipinti con toni più cupi e non offrono alcuna via di fuga tranne il vuoto e la tomba.
Inoltre, come suggerito da David Buckley, il verso «Live till your rebirth and do what you will» («Vivi fino alla tua rinascita e fai quello che vuoi») richiama alla mente il mistico inglese Aleister Crowley e il suo credo «Fai ciò che vuoi sarà tutta la legge».

## Registrazione
After All venne registrata nella primavera del 1970 e Tony Visconti ha in seguito rivelato che lui e Mick Ronson intervennero pesantemente sul brano in fase di mixaggio: «La struttura base della canzone e il verso "Oh, by jingo" sono idee di David. Il resto è il risultato di una gara tra me e Ronno a chi faceva più sovrapposizioni». Il coro su più ottave da cartone animato del controcanto «Oh, by jingo» (traducibile con «Oh, perbacco», ispirato al
brano Oh By Jingo!, scritto da Albert Von Tilzer e Lew Brown per il musical Linger Longer Letty) fu un'altra ripresa di brani sperimentali di Bowie come The Laughing Gnome e ricorda i sinistri effetti vocali presenti anche in All the Madmen nonché, più avanti, in The Bewlay Brothers.

## Formazione
- David Bowie - voce, chitarra folk, stilofono
- Mick Ronson - chitarra elettrica, chitarra acustica
- Tony Visconti - basso
- Mick Woodmansey - batteria
- Ralph Mace - sintetizzatore

## Cover
Tra gli artisti che hanno pubblicato una cover di After All:
- gli Human Drama in Pin-ups del 1993
- i Ventilator in Crash Course for the Ravers: A Tribute to the Songs of David Bowie del 1996
- The Mission UK in Goth Oddity: A Tribute to David Bowie del 1999
- Tori Amos come singolo nel 2001
- Federica Zammarchi in Jazz Oddity del 2011
- Billie Ray Martin nell'EP After All del 2014